# Azul (canção de Guilherme & Santiago)
"Azul" é o título de uma canção gravada pela dupla sertaneja Guilherme & Santiago em 2002 no álbum Azul. A canção é uma versão do sucesso "Azul", do cantor mexicano Cristian Castro. Foi escrita originalmente pelos compositores Gustavo Santander e Flavio "Kike" Santander. A letra em português foi escrita pelo produtor musical Santiago Ferraz. A canção fez um enorme sucesso em 2002 e foi uma das músicas responsáveis pela fama e o sucesso nacional de Guilherme & Santiago no mesmo ano. Está entre os grandes sucessos da dupla e foi gravada novamente no álbum É Pra Sempre Te Amar - Ao Vivo, em 2005. Inicialmente, seria gravada pela dupla Marlon & Maicon em seu segundo CD, porém, a gravadora de Cristian Castro não a liberou a tempo e não tiveram autorização para gravá-la.

## Desempenho nas paradas

### Posições
| País   | Parada         | Melhor posição |
| ------ | -------------- | -------------- |
| Brasil | Brasil Hot 100 | 26             |

## Versão de Edson & Hudson
"Azul" é uma canção gravada e lançada pela dupla sertaneja Edson & Hudson em 2002 (mesmo ano que foi lançada a versão de Guilherme & Santiago). A canção, que é o primeiro single do álbum Acústico Ao Vivo, ficou mais conhecida nas vozes de Edson & Hudson, se tornando um dos maiores sucessos da dupla e o primeiro também. Edson afirmou que, antes, a dupla não queria gravar essa mesma canção pelo fato de já ter sido gravada por Guilherme & Santiago, mas depois que decidiram gravar, a música acabou estourando no Brasil inteiro tanto quanto o CD.

## Desempenho nas paradas

### Posições
| País   | Parada         | Melhor posição |
| ------ | -------------- | -------------- |
| Brasil | Brasil Hot 100 | 25             |